# Stadio Ciro Vigorito
Das Stadio Ciro Vigorito ist ein Fußballstadion in der italienischen Stadt Benevento, Region Kampanien. Es wurde am 9. September 1979 eingeweiht und bietet heute Platz für 16.867 Zuschauer. Der örtliche Verein Benevento Calcio trägt hier seine Heimspiele aus. Bis zum 2. November 2010 trug das Stadion den Namen Stadio Santa Colomba.

## Geschichte
Das Stadio Ciro Vigorito in Benevento wurde eröffnet, als der ortsansässige Verein gerade seine Blütezeit erlebte. Benevento Calcio stand damals als Mitglied der Serie B kurz vor dem Aufstieg in die Serie A, woraufhin der Vorstand natürlich ein neues, größeres Stadion, plante. Doch schon bald waren die guten Zeiten in Benevento wieder vorbei und der Verein versank in der Bedeutungslosigkeit. Das erste Spiel im neuen Stadion fand 1979 zwischen Benevento Calcio und Juventus Turin statt. Die Rekordkulisse erreichte man beim ersten Punktspiel im Stadio Ciro Vigorito gegen Ascoli Calcio mit 25.000 Zuschauern. Tatsächlich ist das Stadion für 25.000 Zuschauer gebaut, das aktuelle maximale Fassungsvermögen beträgt aus Sicherheitsgründen 12.847 Plätze.
Die Arena besteht aus zwei Ringen, jeweils mit einer Tribüne und zwei Fankurven. Außerdem findet man etwa 50 Plätze für Journalisten. Auf dem Parkplatz vor dem Stadion haben 5.000 Fahrzeuge Platz. Auch für Abendspiele ist der in letzter Zeit wieder aufstrebende Verein gerüstet, denn das Stadio Ciro Vigorito besitzt seit 1994 auch eine Flutlichtanlage. In den Jahren 2008 und 2017 wurde das Stadion modernisiert und erweitert. So wurden zum Beispiel die Sitze im oberen Tribünenbereich verbessert, Überwachungskameras installiert, die Presseabteilung verbessert und eine neue Tunneleinfahrt für die Teams errichtet.